# Joan Marc
|  | Aquest article tracta sobre el monjo benedictí català. Vegeu-ne altres significats a «Joan Marc (escriptor grec)». |

Joan Marc, alguns cops citat com a Joan March, Joan Marquès o Joan March i March, (Arbeca, Garrigues, 1582 - Montserrat, 1658), va ser un monjo benedictí, mestre d'escolania, compositor i organista català.

## Biografia
Joan Marc és un dels noms més importants de la música montserratina del segle xvii. Començà estudis de música com a escolà de Montserrat i el setembre de 1596 entrà al noviciat. Va fer els estudis eclesiàstics, i amplià els de música, al monestir de San Martín, a Madrid.

Ambròs M. Caralt diu: 
"el seu nom encapçala la llista benemèrita dels músics de Montserrat que han passat com a tals a la Història. Hom l'anomenaria el pare de la música montserratina del segle xvii. El seu magisteri va comprès entre els anys 1625 - 1636"
 En la seva llarga estada a Madrid la ciència musical del mestre irradià més i més, i el seu valor organista fou admirat, de manera que succeí Tomás Luis de Victoria com a organista del monestir de las Descalzas Reales de Madrid, i probablement hi romangué fins que el 1625 fou cridat a Montserrat per ocupar el càrrec de mestre de l'escolania de Montserrat, que havia deixat vacant el pare Barecha. Continuà dirigint l'escolania fins que, l'any 1641 i a conseqüència de l'expulsió dels monjos castellans, va ser elegit abat del Monestir de Montserrat, durant la guerra de Felip IV.
El seu ensenyament va ser extraordinàriament fecund en excel·lents deixebles, el més conegut dels quals Joan Cererols, i en obres musicals de gran categoria. Aquests deixebles es trobaven a Montserrat mateix, a Catalunya i per tot Espanya. La seva fama com a organista fou notòria no només a Montserrat sinó que també va ser-ho a Madrid. A més a més, és important tenir en compte que es tracta del primer mestre de l'Escolania de Montserrat del qual es conserven obres musicals.
Finalment morí a Montserrat l'any 1658.

## Obra
Autor d'una producció compositiva considerable, i de gran qualitat, se n'ha perdut molta amb el pas dels anys. Es considera que existeix la possibilitat que aquesta producció estigui a l'arxiu, molt poc conegut, de las Descalzas Reales de Madrid.
D'entre les obres que encara es conserven avui dia, gran part es localitzen a l'arxiu del Colegio del Corpus Christi de València.
Perdudes han estat, també, les traduccions que va fer d'història monàstica i de teologia i el tractat Declaratio septem peccatorum laethalium.
- Missa de difunts, a vuit veus,
- O vos omnes a quatre veus
- Nadales (Cervatilla querida)